# Rivière Bisby
Pour les articles homonymes, voir Bisby.
La rivière Bisby est un tributaire du lac Noir dont les eaux se déversent dans le lac Aylmer (Appalaches) ; ce dernier constitue une extension de la rivière Saint-François. Le cours de la rivière Bisby traverse le territoire des municipalités de Saint-Joseph-de-Coleraine et de Disraeli (paroisse), dans la MRC Les Appalaches, dans la région administrative de Chaudière-Appalaches, sur la Rive-Sud du fleuve Saint-Laurent, au Québec, Canada.

## Géographie
Les principaux bassins versants voisins de la rivière Bisby sont :
- côté nord : rivière Coleraine ;
- côté est : rivière Saint-François ;
- côté sud : rivière Saint-François ;
- côté ouest : lac Aylmer.

Lac Bisby
La rivière Bisby prend sa source au lac Bisby (longueur : 0,8 km ; altitude : 347 m), situé dans la municipalité de Saint-Joseph-de-Coleraine, à 2,0 km au nord de la rivière Saint-François. Ce lac de tête est situé à 1,1 m au sud du sommet du Mont Nadeau (altitude : 509 m).
La route 112 et la route 263 en provenance du chemin du Barrage Allard, donnent accès au lac Bisby. Vingt-huit (28) habitations ont été aménagées à proximité du lac, dont quinze sont des résidences permanentes.
Rivière Bisby
La rivière Bisby coule sur six kilomètres, en parallèle à la rivière Saint-François et passant aussi près que 0,6 km au sud-est du Mont Bengel (altitude : 472 m) et à 0,8 km au sud-est de la Colline Brousseau.
Après un parcours de six kilomètres, la rivière Bisby se déverse sur la rive est du lac Aylmer, à 0,6 km au nord de la limite de la ville de Disraeli (ville), à 1,7 km au nord du pont de Disraeli (ville) et à 1,0 km au sud-est de l'embouchure de la rivière Coleraine. Le lac Aylmer reçoit par le nord les eaux de la rivière Coleraine, qui se connecte à la baie Moose. La démarcation entre la paroisse de Disraeli et la ville de Disraeli se situe au milieu du lac.
La villégiature est très développée sur les rives du lac Aylmer et de la partie inférieure de la rivière Coleraine. La navigation de plaisance est fort populaire sur ces plans d'eau.

## Toponymie
Le terme Bisby s'avère un patronyme de famille.
Le toponyme Rivière Bisby a été officiellement inscrit le 5 décembre 1968 à la Commission de toponymie du Québec.